# Sturmer Pippin
Sturmer Pippin es una  variedad cultivar de manzano (Malus domestica).
Criado por el viverista Dillistone en Sturmer, Suffolk, Inglaterra. Registrado por primera vez en 1831. Las frutas tienen una carne muy firme, de textura fina y jugosa con un poco de sabor subacido y aromático rico.

## Sinónimos
- "Apple Royal",
- "Creech Pearmain",
- "Moxhay",
- "Pearmain de Sturmer",
- "Pepin de Sturmer",
- "Pepin iz Shturmera",
- "Royal",
- "Stur1ner's Pepping",
- "Sturmer",
- "Sturmer Pepping",
- "Sturmer's Pippin",
- "Sturmers Pepping".[4]

## Historia
'Sturmer Pippin' es una variedad de manzana, cultivado de semilla por el viverista Ezekiel Dillistone en Sturmer, Suffolk, Reino Unido a principios del siglo XIX. Creado por la polinización de 'Ribston Pippin' con sin par de Suffolk. La manzana fue lanzada al cultivo en 1831. Hay algunas historias de que la manzana en realidad se originó en Australia , pero su producto se remonta a algunos esquejes tomados allí por Thomas Dillistone, nieto de Ezekiel.
'Sturmer Pippin' se cultiva en la National Fruit Collection con el número de accesión: 2000 - 091 y Accession name: Sturmer Pippin.

## Progenie
'Sturmer Pippin' es el parental-madre de la variedades cultivares de manzana:
- Oxford Hoard
- Merton Russet
- King's Acre Pippin
- High View Pippin[4]

'Sturmer Pippin' es el parental-padre de la variedades cultivares de manzana:
- Ball's Pippin
- Merton Pippin[4]

## Características
'Sturmer Pippin' tiene un tiempo de floración que comienza a partir del 5 de mayo con el 10% de floración, para el 10 de mayo tiene una floración completa (80%), y para el 16 de mayo tiene un 90% caída de pétalos.
'Sturmer Pippin' tiene una talla de fruto es mediano; forma amplia globosa cónica, con una altura de 51.50mm y una anchura de 60.00mm; con nervaduras medias; epidermis con color de fondo verde amarillo, con sobre color marrón en una cantidad media-alta, con sobre patrón de color rayado, "russeting" (pardeamiento áspero superficial que presentan algunas variedades) muy bajo; carne muy firme, textura de la pulpa fino y color de la pulpa verdoso, jugosa con un rico sabor subacido y aromático.
Su tiempo de recogida de cosecha se inicia a finales de octubre. Necesita uno o dos meses de almacenamiento para desarrollar su textura y aroma finos y perder parte de su amargor.

## Usos
A menudo se usa para pasteles y otras delicias de manzana. Popular para uso en jugo y sidra fuerte.
Recomendado para el huerto familiar, irrelevante en el cultivo comercial de frutas en la actualidad.